# Mackintoshia
Mackintoshia là một chi nấm trong họ Cortinariaceae.